# Marathon van Osaka 1986
De marathon van Osaka 1986 werd gelopen op zondag 26 januari 1986. Het was de 5e editie van de marathon van Osaka. Alleen vrouwelijke elitelopers mochten aan de wedstrijd deelnemen. De Nieuw-Zeelandse Lorraine Moller kwam als eerste over de streep in 2:30.24.

## Uitslagen
| rang   | naam              | land | tijd    |
| ------ | ----------------- | ---- | ------- |
| Goud   | Lorraine Moller   | NZL  | 2:30.24 |
| Zilver | Eriko Asai        | JPN  | 2:34.47 |
| Brons  | Rita Marchisio    | ITA  | 2:35.41 |
| 4      | Laurie Crisp      | USA  | 2:36.24 |
| 5      | Ria Van Landeghem | BEL  | 2:37.27 |
| 6      | Emma Scaunich     | ITA  | 2:38.40 |
| 7      | Susan Stone       | CAN  | 2:39.02 |
| 8      | Mami Fukao        | JPN  | 2:39.03 |
| 9      | Lisa Rainsberger  | USA  | 2:39.10 |
| 10     | Karolin Szabo     | HUN  | 2:39.39 |
| 11     | Angelika Dunke    | GER  | 2:39.45 |
| 12     | Tomoko Mori       | JPN  | 2:40.11 |
| 13     | Wilma Rusman      | NED  | 2:40.58 |
| 14     | Joyce Smith       | ENG  | 2:42.36 |
| 15     | Rita Borralho     | POR  | 2:44.08 |
| 16     | Margaret Reddan   | AUS  | 2:44.08 |
| 17     | Carina Juselius   | FIN  | 2:44.24 |
| 18     | Kikuyo Nishijima  | JPN  | 2:44.54 |
| 19     | Gabriele Andersen | SUI  | 2:45.53 |
| 20     | Sanae Takahashi   | JPN  | 2:46.53 |
| 21     | Takako Kanesashi  | JPN  | 2:47.14 |
| 22     | Satsuko Hanafusa  | JPN  | 2:48.25 |
| 23     | Masako Matsumura  | JPN  | 2:49.10 |
| 24     | Junko Kawakami    | JPN  | 2:51.44 |

1982 ·
1983 ·
1984 ·
1985 ·
1986 ·
1987 ·
1988 ·
1989 ·
1990 ·
1991 ·
1992 ·
1993 ·
1994 ·
1995 ·
1996 ·
1997 ·
1998 ·
1999 ·
2000 ·
2001 ·
2002 ·
2003 ·
2004 ·
2005 ·
2006 ·
2007 ·
2008 ·
2009 ·
2010 ·
2011 · 
2012 ·
2013 ·
2014 ·
2015 ·
2016 ·
2017